# Metroboedivnykiv
Metroboedivnykiv (Oekraïens: Метробудівників, ⓘ; Russisch: Метростроителей, Metrostroitelej) is een station van de metro van Charkov. Het station werd geopend op 6 mei 1995 en is het zuidelijke eindpunt van de Oleksiejivska-lijn. Het metrostation bevindt zich ten zuidoosten van het stadscentrum, onder de kruising van de Plechanivska Voelytsja en de Derzjavinska Voelytsja, nabij het stadion Metalist. Station Metroboedivnykiv vormt een overstapcomplex met het aangrenzende station Sportyvna op de Cholodnohirsko-Zavodska-lijn.
Oorspronkelijk zou het station naar de bovenliggende straat Plechanivska genoemd worden, maar vlak voor de opening werd voor de naam Metroboedynikiv ("Metrobouwers") gekozen. Deze naam is niet verbonden met de locatie van het station, sterker nog, een straat met dezelfde naam bevindt zich in een geheel ander deel van de stad.
Het station is ondiep gelegen en beschikt over een hoge perronhal met zuilen. De wanden zijn bekleed met groene geëmailleerde tegels, de vloer is afgewerkt met gepolijst graniet. In tegenstelling tot alle andere metrostations in Charkov bevinden de roltrappen naar de stationshal zich niet aan het uiteinde, maar in het midden van het perron. De stationshal is door middel van een voetgangerstunnel verbonden met station Sportyvna.
Ten zuiden van station Metroboedivnykiv imeni H.I. Vasjtsjenka begint een verbindingsspoor met de Cholodnohirsko-Zavodska-lijn, dat gebruikt wordt om treinen van de Oleksiejivska-lijn van en naar het depot nabij station Moskovsky Prospekt te laten rijden.